# Atletiek op de Olympische Zomerspelen 2012 – 1500 meter vrouwen
De 1500 meter vrouwen op de Olympische Zomerspelen 2012 in Londen vond plaats op 6 augustus (series), 8 augustus (halve finales) en 10 augustus 2012 (finale). Regerend olympisch kampioene is Nancy Langat uit Kenia.

## Records
Voorafgaand aan het toernooi waren dit het wereldrecord en het olympisch record.
| Wereldrecord     | Qu Yunxia  | 3.50,46 | Peking | 11 september 1993 |
| Olympisch record | Paula Ivan | 3.53,96 | Seoel  | 26 september 1988 |

## Uitslagen

### Serie
Kwalificatieregel. eerste zes van elke heat (Q) plus zes snelste tijden overall (q),
Heat 1
| Rang | Atlete               | Land | Tijd    | Opmerkingen |
| ---- | -------------------- | ---- | ------- | ----------- |
| 1    | Abeba Aregawi        | ETH  | 4.04,55 | Q           |
| 2    | Tatjana Tomasjova    | RUS  | 4.05,10 | Q           |
| 3    | Maryam Jamal         | BRN  | 4.05,39 | Q           |
| 4    | Hellen Obiri         | KEN  | 4.05,40 | Q           |
| 5    | Hannah England       | GBR  | 4.05,73 | Q           |
| 6    | Hilary Stellingwerff | CAN  | 4.05,79 | Q           |
| 7    | Shannon Rowbury      | USA  | 4.06,03 | q           |
| 8    | Lucy van Dalen       | NZL  | 4.07,04 | q           |
| 9    | Lucia Klocová        | SVK  | 4.07,79 | q, NR       |
| 10   | Corinna Harrer       | GER  | 4.07,83 | q           |
| 11   | Marina Munćan        | SRB  | 4.11,25 |             |
| 12   | Tereza Capkova       | CZE  | 4.12,15 |             |
| 13   | Anzhelika Shevchenko | UKR  | 4.12,97 |             |
| 14   | Natalia Rodríguez    | ESP  | 4.16,18 |             |
| 15   | Tuğba Karakaya       | TUR  | 4.29,21 |             |
| n/a  | Btissam Lakhouad     | MAR  | n/a     | DNF         |

Heat 2
| Rang | Atlete                 | Land | Tijd    | Opmerkingen |
| ---- | ---------------------- | ---- | ------- | ----------- |
| 1    | Lisa Dobriskey         | GBR  | 4.13,32 | Q           |
| 2    | Siham Hilali           | MAR  | 4.13,34 | Q           |
| 3    | Aslı Çakır Alptekin    | TUR  | 4.13,64 | DSQ         |
| 4    | Nuria Fernández        | ESP  | 4.13,72 | Q           |
| 5    | Kaila McKnight         | AUS  | 4.13,80 | Q           |
| 6    | Jennifer Simpson       | USA  | 4.13,81 | Q           |
| 7    | Ekaterina Martynova    | RUS  | 4.13,86 |             |
| 8    | Genzeb Shumi           | BRN  | 4.14,02 |             |
| 9    | Meskerem Assefa        | ETH  | 4.15,52 |             |
| 10   | Eunice Jepkoech Sum    | KEN  | 4.16,95 |             |
| 11   | Sonja Roman            | SLO  | 4.19,17 |             |
| 12   | Eliane Saholinirina    | MAD  | 4.19,46 |             |
| 13   | Renata Plis            | POL  | 4.19,62 |             |
| 14   | Chancel Ilunga Sankuru | COD  | 5.05,25 |             |
| n/a  | Ingvill Makestad Bovim | NOR  | n/a     | DNS         |

Heat 3
| Rang | Atlete                     | Land | Tijd    | Opmerkingen |
| ---- | -------------------------- | ---- | ------- | ----------- |
| 1    | Gamze Bulut                | TUR  | 4.06,69 | Q           |
| 2    | Morgan Uceny               | USA  | 4.06,87 | Q           |
| 3    | Natallia Kareiva           | BLR  | 4.06,87 | DSQ         |
| 4    | Ekaterina Kostetskaya      | RUS  | 4.06,94 | DSQ         |
| 5    | Mimi Belete                | BRN  | 4.07,01 | Q, SB       |
| 6    | Laura Weightman            | GBR  | 4.07,29 | Q           |
| 7    | Nicole Sifuentes           | CAN  | 4.07,65 | q           |
| 8    | Zoe Buckman                | AUS  | 4.07,83 | q           |
| 9    | Faith Chepngetich Kipyegon | KEN  | 4.08,78 |             |
| 10   | Genzebe Dibaba             | ETH  | 4.11,15 |             |
| 11   | Janet Achola               | UGA  | 4.11,64 |             |
| 12   | Isabel Macías              | ESP  | 4.13,07 |             |
| 13   | Anna Mishchenko            | UKR  | 4.13,63 |             |
| 14   | Betlhem Desalegn           | UAE  | 4.14,07 |             |
| 15   | Gladys Landaverde          | ESA  | 4.18,26 | NR          |

### Halve finale
Kwalificatieregel. eerste 5 van elke halve finale (Q) plus de twee snelste tijden overall (q),
Heat 1
| Rang | Atlete                | Land | Tijd    | Opmerkingen |
| ---- | --------------------- | ---- | ------- | ----------- |
| 1    | Aslı Çakır Alptekin   | TUR  | 4.05,11 | DSQ         |
| 2    | Ekaterina Kostetskaya | RUS  | 4.05,32 | DSQ         |
| 3    | Morgan Uceny          | USA  | 4.05,34 | Q           |
| 4    | Lisa Dobriskey        | GBR  | 4.05,35 | Q           |
| 5    | Shannon Rowbury       | USA  | 4.05,47 | Q           |
| 6    | Hilary Stellingwerff  | CAN  | 4.05,57 |             |
| 7    | Corinna Harrer        | GER  | 4.05,70 |             |
| 8    | Mimi Belete           | BRN  | 4.05,91 | SB          |
| 9    | Hannah England        | GBR  | 4.06,35 |             |
| 10   | Nuria Fernández       | ESP  | 4.06,57 | SB          |
| 11   | Lucy van Dalen        | NZL  | 4.06,97 |             |
| 12   | Kaila McKnight        | AUS  | 4.08,44 |             |

Heat 2
| Rang | Atlete            | Land | Tijd    | Opmerkingen |
| ---- | ----------------- | ---- | ------- | ----------- |
| 1    | Abeba Aregawi     | ETH  | 4.01,03 | Q           |
| 2    | Gamze Bulut       | TUR  | 4.01,18 | Q, PB       |
| 3    | Tatjana Tomasjova | RUS  | 4.02,10 | Q           |
| 4    | Maryam Jamal      | BRN  | 4.02,18 | Q, SB       |
| 5    | Hellen Obiri      | KEN  | 4.02,30 | Q           |
| 6    | Natallia Kareiva  | BLR  | 4.02,37 | DSQ         |
| 7    | Laura Weightman   | GBR  | 4.02,99 | q, PB       |
| 8    | Lucia Klocová     | SVK  | 4.02,99 | q, NR       |
| 9    | Siham Hilali      | MAR  | 4.04,79 |             |
| 10   | Zoe Buckman       | AUS  | 4.05,03 | PB          |
| 11   | Nicole Sifuentes  | CAN  | 4.06,33 |             |
| 12   | Jennifer Simpson  | USA  | 4.06,89 |             |

### Finale
| Rang   | Atlete                | Land | Tijd    | Opmerkingen |
| ------ | --------------------- | ---- | ------- | ----------- |
| Goud   | Maryam Jamal          | BRN  | 4.10,74 |             |
| Zilver | Tatjana Tomasjova     | RUS  | 4.10,90 |             |
| Brons  | Abeba Aregawi         | ETH  | 4.11,03 |             |
| 4      | Shannon Rowbury       | USA  | 4.11,26 |             |
| 5      | Lucia Klocová         | SVK  | 4.12,64 |             |
| 6      | Lisa Dobriskey        | GBR  | 4.13,02 |             |
| 7      | Laura Weightman       | GBR  | 4.15,60 |             |
| 8      | Hellen Obiri          | KEN  | 4.16,57 |             |
| n/a    | Morgan Uceny          | USA  | n/a     | DNF         |
| DSQ    | Aslı Çakır Alptekin   | TUR  | 4.10,23 |             |
| DSQ    | Gamze Bulut           | TUR  | 4.10,40 |             |
| DSQ    | Natallia Kareiva      | BLR  | 4.11,58 |             |
| DSQ    | Ekaterina Kostetskaya | RUS  | 4.12,90 |             |